# 第74回アカデミー賞
第74回アカデミー賞（だい74かいアカデミーしょう）は、2002年3月24日に発表・授賞式が行われた。司会はウーピー・ゴールドバーグ。アメリカ同時多発テロ後の授賞式でもあり、恒例となっているスター達の入場は行われなかった。新しいコダック・シアターで開かれた授賞式であったが、視聴率は1996年以来最低となった。

## 受賞結果一覧
- 作品賞: 『ビューティフル・マインド』
- 監督賞: ロン・ハワード - 『ビューティフル・マインド』
- 主演男優賞: デンゼル・ワシントン - 『トレーニング デイ』
- 主演女優賞: ハリー・ベリー - 『チョコレート』
- 助演男優賞: ジム・ブロードベント - 『アイリス』
- 助演女優賞: ジェニファー・コネリー - 『ビューティフル・マインド』
- 脚本賞: ジュリアン・フェロウズ - 『ゴスフォード・パーク』
- 脚色賞: アキヴァ・ゴールズマン - 『ビューティフル・マインド』
- 撮影賞: アンドリュー・レスニー - 『ロード・オブ・ザ・リング』
- 編集賞:『ブラックホーク・ダウン』
- 美術賞:『ムーラン・ルージュ』
- 衣装デザイン賞:『ムーラン・ルージュ』
- メイクアップ賞:『ロード・オブ・ザ・リング』
- 作曲賞: ハワード・ショア - 『ロード・オブ・ザ・リング』
- 歌曲賞: ランディ・ニューマン - 『モンスターズ・インク』
- 音響賞: 『ブラックホーク・ダウン』
- 音響編集賞: 『パール・ハーバー』
- 視覚効果賞: 『ロード・オブ・ザ・リング』
- 外国語映画賞: 『ノー・マンズ・ランド』
- 長編アニメ映画賞: 『シュレック』
- 長編ドキュメンタリー映画賞: 『日曜日の殺人事件』
- 短編ドキュメンタリー映画賞: 『Thoth』
- 短編アニメ映画賞: 『フォー・ザ・バーズ』
- 短編実写映画賞: 『The Accountant』

- 名誉賞: シドニー・ポワチエ、ロバート・レッドフォード
- ジーン・ハーショルト友愛賞: アーサー・ヒラー
- ゴードン・E・ソーヤー賞: エド・ディ・ジュリオ

## 概要
2002年に開催されたアカデミー賞は、多くの点で記念すべき回となった。まず、主演男優賞（デンゼル・ワシントン）、主演女優賞（ハリー・ベリー）共にアフリカ系アメリカ人が選ばれたことは初めてのことであった。また、同じくアフリカ系アメリカ人の俳優シドニー・ポワチエに名誉賞が授与された。また、作曲家のランディ・ニューマンが、実に16回めのノミネートにしてようやくオスカーを受賞し、話題になった。

## 式典
授賞式は、全体で4時間23分にも及び、最も長い授賞式となった。司会のウーピー・ゴールドバーグは4度目。シルク・ドゥ・ソレイユがパフォーマンスを行った。
2001年9月11日に起こったアメリカ同時多発テロを受けて、それまで一度も授賞式に出席したことの無いウディ・アレンが登場、彼の愛するニューヨークのため、これまでニューヨークで撮影された映画の名シーンをまとめたものを製作し紹介した。
また、ドキュメンタリー監督のエロール・モリスが制作した、著名な100名が映画について語るという短編が上映された。その中にはイギー・ポップ、ミハイル・ゴルバチョフ、ローラ・ブッシュ、ルー・リード、ケネス・アローといった人物が登場した。

### In Memorian
ケヴィン・スペイシーが昨年亡くなった映画人を偲ぶIn Memorianのコーナーに登場。俳優のジャック・レモン、ナイジェル・ホーソーン、ベアトリス・ストレイト、アイリーン・ヘッカート、ハロルド・ラッセル、アン・サザーン、キャロル・オコナー、アンソニー・クイン、歌手・俳優のアーリヤ、ジョージ・ハリスン、脚本家のジェイソン・ミラー、監督のハーバート・ロス、テッド・デミ、バッド・ベティカー、作曲家のジェイ・リビングストン、撮影監督のサッシャ・ヴィエルニ、プロデューサーのウィリアム・ハンナ等の功績を称えた。

## 候補と受賞の一覧
太字は受賞である。
また、以下での人名表記は
1. 作品の日本語公式情報およびAMPAS公式サイトの日本版とWOWOWによる授賞式放送での表記に準ずる。
2. 見当たらない場合はデータベースサイトなどを参考。
3. それでもない場合は英語表記のままとする。

### 作品賞
- イン・ザ・ベッドルーム
- ゴスフォード・パーク
- ビューティフル・マインド
- ムーラン・ルージュ
- ロード・オブ・ザ・リング

### 監督賞
- ロバート・アルトマン - ゴスフォード・パーク
- ロン・ハワード - ビューティフル・マインド
- リドリー・スコット - ブラックホーク・ダウン
- デヴィッド・リンチ - マルホランド・ドライブ
- ピーター・ジャクソン - ロード・オブ・ザ・リング

### 主演男優賞
- ショーン・ペン - アイ・アム・サム
- ウィル・スミス - ALI アリ
- トム・ウィルキンソン - イン・ザ・ベッドルーム
- デンゼル・ワシントン - トレーニング デイ
- ラッセル・クロウ - ビューティフル・マインド

### 主演女優賞
- ジュディ・デンチ - アイリス
- シシー・スペイセク - イン・ザ・ベッドルーム
- ハリー・ベリー - チョコレート
- レニー・ゼルウィガー - ブリジット・ジョーンズの日記
- ニコール・キッドマン - ムーラン・ルージュ

### 助演男優賞
- ジム・ブロードベント - アイリス
- ジョン・ヴォイト - ALI アリ
- ベン・キングズレー - Sexy Beast
- イーサン・ホーク - トレーニング デイ
- イアン・マッケラン - ロード・オブ・ザ・リング

### 助演女優賞
- ケイト・ウィンスレット - アイリス
- マリサ・トメイ - イン・ザ・ベッドルーム
- ヘレン・ミレン - ゴスフォード・パーク
- マギー・スミス - ゴスフォード・パーク
- ジェニファー・コネリー - ビューティフル・マインド

### 脚本賞
- ギョーム・ローラン、ジャン＝ピエール・ジュネ - アメリ
- ジュリアン・フェロウズ - ゴスフォード・パーク
- ウェス・アンダーソン、オーウェン・ウィルソン - ザ・ロイヤル・テネンバウムズ
- ミロ・アディカ、ウィル・ロコス - チョコレート
- クリストファー・ノーラン - メメント

### 脚色賞
- トッド・フィールド、ロバート・フェスティンガー - イン・ザ・ベッドルーム
- テリー・ツワイゴフ、ダニエル・クロウズ - ゴーストワールド
- ロジャー・S・H・シュルマン、ジョー・スティルマン、テリー・ロッシオ、テッド・エリオット - シュレック
- アキヴァ・ゴールズマン - ビューティフル・マインド
- ピーター・ジャクソン、フラン・ウォルシュ、フィリパ・ボウエン - ロード・オブ・ザ・リング

### 撮影賞
- ブリュノ・デルボネル - アメリ
- ロジャー・ディーキンス - バーバー
- スワヴォミール・イジャック - ブラックホーク・ダウン
- ドナルド・マカルパイン - ムーラン・ルージュ
- アンドリュー・レスニー - ロード・オブ・ザ・リング

### 編集賞
- ダニエル・P・ハンリー、マイク・ヒル - ビューティフル・マインド
- ピエトロ・スカリア - ブラックホーク・ダウン
- ジル・ビルコック - ムーラン・ルージュ
- ドディ・ドーン - メメント
- ジョン・ギルバート - ロード・オブ・ザ・リング

### 美術賞
- アメリ - アリーヌ・ボネット（美術監督）、Marie-Laure Valla（装置）
- ゴスフォード・パーク - スティーブン・アルトマン（美術監督）、Anna Pinnock（装置）
- ハリー・ポッターと賢者の石 – スッチュアート・クレイグ（美術監督）、ステファニー・マクミラン（装置）
- ムーラン・ルージュ – キャサリン・マーティン（美術監督）、ブリジット・ブロシュ（装置）
- ロード・オブ・ザ・リング – グラント・メジャー（美術監督）、Dan Hennah（装置）

### 衣装デザイン賞
- ジェニー・ビーヴァン - ゴスフォード・パーク
- ジュディアナ・マコフスキー - ハリー・ポッターと賢者の石
- ミレーナ・カノネロ - マリー・アントワネットの首飾り
- キャサリン・マーティン、アンガス・ストラティー - ムーラン・ルージュ
- ナイラ・ディクソン、リチャード･テイラー - ロード・オブ・ザ・リング

### メイクアップ賞
- コリーン・カラガン、グレッグ・キャノン - ビューティフル・マインド
- Aldo Signoretti、Maurizio Silvi - ムーラン・ルージュ
- リチャード･テイラー、ピーター・オーウェン - ロード・オブ・ザ・リング

### 作曲賞
- ジョン・ウィリアムズ - A.I.
- ジョン・ウィリアムズ - ハリー・ポッターと賢者の石
- ジェームズ・ホーナー - ビューティフル・マインド
- ランディ・ニューマン - モンスターズ・インク
- ハワード・ショア - ロード・オブ・ザ・リング

### 歌曲賞
- “Until” by スティング - ニューヨークの恋人
- “There You'll Be” by ダイアン・ウォーレン - パール・ハーバー
- “Vanilla Sky” by ポール・マッカートニー - バニラ・スカイ
- 君がいないと by ランディ・ニューマン - モンスターズ・インク
- メイ・イット・ビー by エンヤ、ニック・ライアン、ロマ・ライアン - ロード・オブ・ザ・リング

### 録音賞
- ヴァンサン・アルナルディ（英語版）、ギョーム・レリシュ（英語版）、ジャン・ユマンスキー（英語版） - アメリ
- グレッグ・P・ラッセル、ピーター・J・デヴリン（英語版）、ケヴィン・オコネル - パール・ハーバー
- マイケル・ミンクラー、クリス・ムンロ、マイロン・ネッティンガ（英語版） - ブラックホーク・ダウン
- アンディ・ネルソン、アンナ・ベルマー、ロジャー・サヴェージ（英語版）、ガンティス・シックス（英語版） - ムーラン・ルージュ
- クリストファー・ボイズ、マイケル・セマニック、ゲーヌィン・クリーグ（英語版）、ハモンド・ピーク（英語版） - ロード・オブ・ザ・リング

### 音響編集賞
- Christopher Boyes、George Watters II - パール・ハーバー
- ゲイリー・ライドストロム、マイケル・シルヴァー - モンスターズ・インク

### 視覚効果賞
- デニス・ミューレン、スコット・ファーラー（英語版）、スタン・ウィンストン、マイケル・ランティエリ（英語版） - A.I.
- エリック・ブレヴィグ（英語版）、ジョン・フレイザー、エド・ハーシュ、ベン・スノウ - パール・ハーバー
- ジム・ライジール、ランダル・ウィリアム・コック、リチャード・テイラー、マーク・ステットソン - ロード・オブ・ザ・リング

### 外国語映画賞
- アメリ - ジャン＝ピエール・ジュネ（フランス）
- ノー・マンズ・ランド - ダニス・タノヴィッチ（ボスニア・ヘルツェゴビナ）
- ラガーン - アシュトーシュ・ゴーワリケール（インド）
- El Hijo de la novia （Son of the Bride） -フアン・ホセ・カンパネッラ（アルゼンチン）
- Ellimg - ペター・ネス（ノルウェー）

### 長編アニメ映画賞
- シュレック - アーロン・ワーナー
- モンスターズ・インク - ジョン・ラセター、ピート・ドクター
- ジミー・ニュートロン 僕は天才発明家! -スティーヴ・オーデカーク、ジョン・A・デイヴィス

### 長編ドキュメンタリー映画賞
- 戦場のフォトグラファー ジェームズ・ナクトウェイの世界 - クリスチャン・フライ
- 日曜日の殺人事件 - ジャン・グザビエ・ド・レストラード、ドニ・ポンセ
- プロミス - B・Z・ゴールドバーグ、ジャスティン・シャピロ
- Children Underground - Edet Belzberg
- LaLee's Kin: The Legacy of Cotton - Susan Fromke

### 短編ドキュメンタリー映画賞
- Artists and Orphans: A True Drama - Lianne Klapper McNally
- Sing!- フリーダ・リー・モック、ジェシカ・サンダース
- Thoth - Sarah Kernochan、Lynn Appelle

### 短編アニメ映画賞
- フォー・ザ・バーズ – ラルフ・エグレクソン
- Fifty Percent Grey - ルアイリ・ロビンソン、シーマス・バーンズ
- Give Up Yer Aul Sins - キャサル・ギャフニ、ダラッグ・オコンネル
- Strange Invaders – コーデル・ベイカー
- Stubble Trouble – ジョセフ・E・メリディス

### 短編実写映画賞
- Copy Shop - Virgil Widrich
- Gregor's Greatest Invention - Johannes Kiefer
- Meska sprawa - Bogumil Godfrejow、Slawomir Fabicki
- Speed for Thespians – カルマン・アップル、Shameela Bakhsh
- The Accountant - リサ・ブロント、レイ・マッキノン